# Nodalla (Costachillea) eatoni
Nodalla (Costachillea) eatoni is een insect uit de familie van de Berothidae, die tot de orde netvleugeligen (Neuroptera) behoort. 
Nodalla (Costachillea) eatoni is voor het eerst wetenschappelijk beschreven door McLachlan in 1898.